# Mountain View (okrug Cibola, Novi Meksiko)
Mountain View je naseljeno neuključeno područje u okrugu Ciboli u američkoj saveznoj državi Novom Meksiku. 
Središnja je lokacija za mnoge urede vlasti Ramah Navaja. U njih spadaju Kapitolna kuća (Áłah nidaʼadleeh dah bighan), Agencija, policijski ured te okružni/obiteljski sud.

## Zemljopis
Nalazi se u indijanskom rezervatu Ramah Navaju, 4 milje južno od državne ceste Novog Meksika br. 53, 13 milja južno od Ramaha. Koordinate su 35°0′0″N 108°24′36″W / 35.00000°N 108.41000°W.
Smješten je unutar popisom određenog mjesta Pinehilla, koji je na 35°00′11″N 108°24′29″W / 35.00306°N 108.40806°W.

## Vanjske poveznice
- Ramah Navajo Chapter  Arhivirana inačica izvorne stranice od 12. rujna 2009. (Wayback Machine)